# アニヤ・パーション
アニヤ・パーション（Anja Sofia Tess Pärson、1981年4月25日 - ）は、スウェーデンのウメオ出身の元アルペンスキー選手。現役時代はモナコに居住していたが現役引退後故郷に戻った。使用スキーメーカーはサロモン。身長170cm、体重75kg。

## プロフィール
アニヤは、コーチでもある父アンデシュからスキーを習った。
1998年のアルペンスキージュニア世界選手権で回転銅メダル、大回転金メダルを獲得する活躍をしてこのシーズンの最後にはアルペンスキー・ワールドカップにもデビューした。1998年12月3日の回転のレースでワールドカップ初勝利。
オリンピックでは2002年ソルトレークシティオリンピックで銀メダル1個と銅メダル1個を獲得。2006年トリノオリンピックでは金メダル1個と銅メダル2個、2010年バンクーバーオリンピックでも銅メダルを1個獲得した。
アルペンスキー世界選手権では通算で金メダル7個、銀メダル2個、銅メダル4個を獲得、地元開催の2007年アルペンスキー世界選手権オーレ大会では、全種目に出場し、滑降・スーパー複合・スーパー大回転で金メダルを獲得、回転で銅メダルを獲得するなど、大回転でメダルを獲得していれば、全種目でメダルを獲得すると言う快挙となった。
2011-2012シーズン限りで現役を引退した。アルペンスキー・ワールドカップ通算42勝（2位30回、3位23回）、総合優勝2回。2012年にスウェーデンのラジオ番組内で、フィリッパ・ローディンという女性と事実婚関係にあると明言した。同年7月4日に男児が誕生し、エルヴィスと命名された。

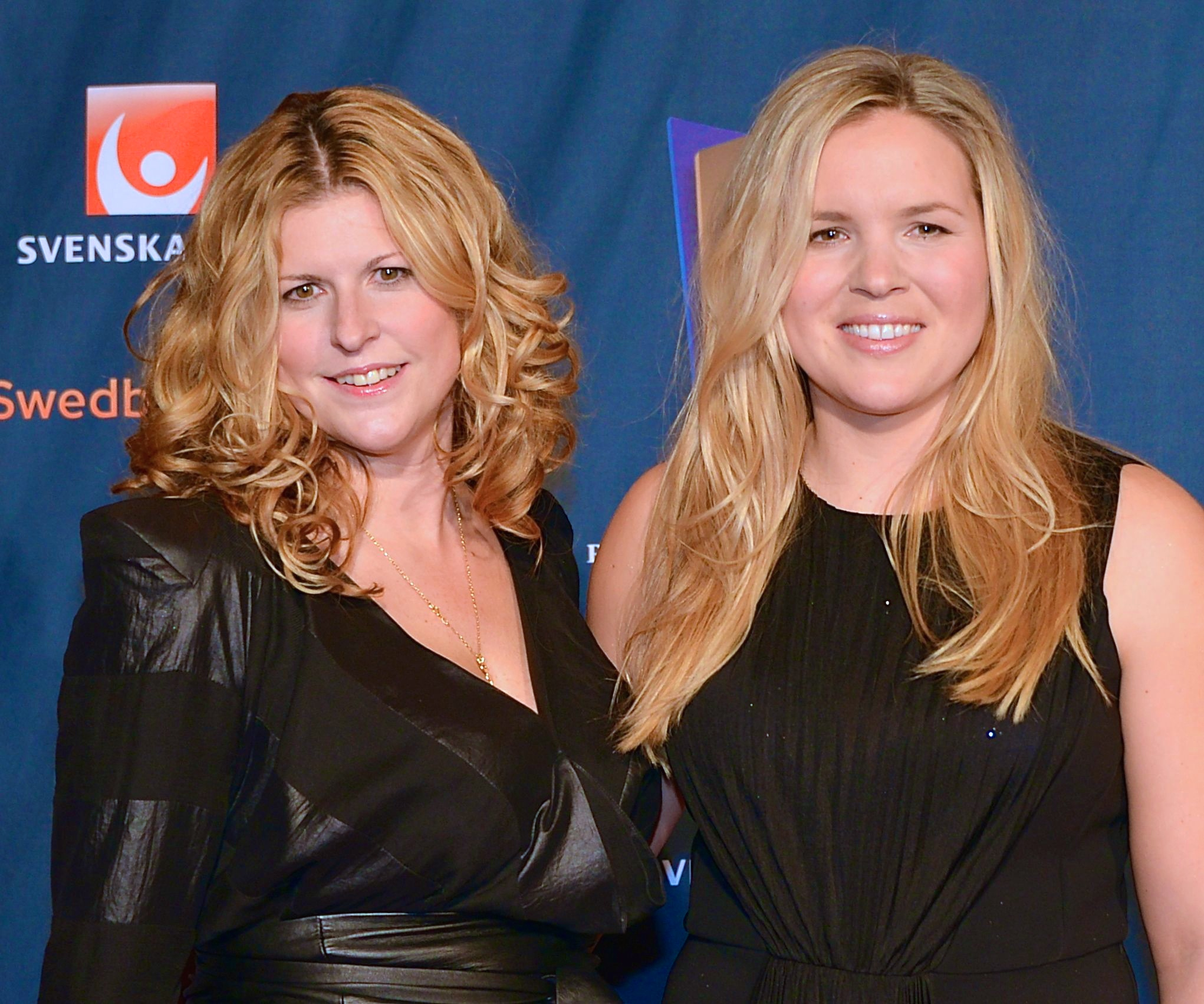
フィリッパ・ローディンとアニヤ・パーション